# Spanner (бази даних)
Spanner — географічно розподілена масштабована багатоваріантна база даних з підтримкою розподілених транзакцій. Сховище було розроблено інженерами Google для внутрішніх сервісів корпорації.
Spanner є еволюційним розвитком NoSQL-попередника — Google Bigtable. Сам же c Spanner відносять до сімейства NewSQL-рішень. У research paper заявляється, що дизайн Spanner дозволяє системі масштабуватись на мільйони обчислювальних вузлів через сотні дата-центрів і працювати з трильйонами рядків даних.
Spanner використовується в соціальній мережі Google+ та в поштовому сервісі GMail

## Базові принципи
Spanner є новим типом БД (NewSQL), який об'єднує в собі два світи SQL та NoSQL.
Крім наявності NoSQL можливостей, Spanner також володіє складно реалізованими в розподілених системах властивостями :
- підтримка розподілених транзакцій;
- глобальна узгодженість операцій читання між географічно розподіленими ДЦ, таким чином дані, які повертають операції читання з різних ДЦ, завжди узгоджені і несуперечливі;
- не заблокованого читання даних «з минулого» (in past);
- відсутність блокувань для read-only транзакцій;
- атомарне змінення схеми таблиць даних;
- синхронна реплікація;
- автоматична обробка відмов як обчислювальних вузлів, так і ДЦ;
- автоматична міграція даних як між обчислювальними вузлами, так і між ДЦ.

### Недоліки
- Ключі таблиці не можуть змінюватися. Не можна додавати key column до існуючої таблиці або видалити з існуючої таблиці. Це означає, що якщо потрібно змінити PK таблиці, то доведеться видалити та створити заново цю таблицю;
- Рекомендується використовувати interleaved table[2] для каскадного оновлення та видалення.

### Переваги
- Надається можливість для обробки величезної кількості транзакцій;
- Гарантується цілісність даних з можливістю їх розподілення по всьому світі без обмежень розміром сховища.

## Об'єкти для зберігання даних в Cloud Spanner
Для роботи з даними в Spanner існує два типи об'єктів: ключ таблиці і індекси. Призначення даних типів схоже з аналогами в традиційних реляційних базах. Приклад
визначення таблиці:
```
CREATE TABLE Persons (
PersonId INT64 NOT NULL;
FirstName STRING (32);
LastName STRING (32), PRIMARY KEY
(PersonId)).
```

## Порівняння з реляційними і не реляційними БД
В якості керованої реляційної хмарної бази даних Google Cloud Spanner є альтернативою іншим базам даних
|                 | Google Cloud Spanner | Реляційні БД     | Не реляційні БД |
| --------------- | -------------------- | ---------------- | --------------- |
| Схема           | +                    | +                | -               |
| SQL             | +                    | +                | -               |
| Узгодженість    | сильна               | сильна           | кінцева         |
| Доступність     | висока               | відмовостійкість | висока          |
| Масштабованість | горизонтальна        | вертикальна      | горизонтальна   |
| Реплікація      | автоматична          | налаштована      | налаштована     |